# Józef Szymeczek
Józef Szymeczek (česky Josef Szymeczek, * 18. listopadu 1973 Třinec) je český historik, pedagog a politik polské národnosti a představitel polské menšiny v Česku. Od roku 2002 zastává funkci předsedy Kongresu Poláků v České republice. Od roku 2005 působí jako vedoucí Oddělení křesťanské výchovy katedry společenských věd na Pedagogické fakultě Ostravské univerzity. Ve své vědecké práci se Josef Szymeczek věnuje zejména dějinám protestantství na Těšínsku ve 20. století.

## Biografie
Narodil se v rodině polských evangelíků na Těšínsku. V dětství absolvoval základní školy s polským jazykem vyučovacím v Nýdku a Bystřici nad Olší. Později pokračoval výuku v gymnáziu s polským jazykem vyučovacím v Českém Těšíně. Následně studoval historii na Filozofické fakultě Ostravské univerzity – v diplomové práci se věnoval vývoji křesťanství na Těšínsku v době stalinismu. V květnu 2007 Józef Szymeczek obhájil na Katedře historie Pedagogické fakulty Opolské univerzity doktorskou práci na téma „Církev evangelická augsburského vyznání v české části Těšínského Slezska v letech 1945–1950. Náklady autonomie“.[zdroj?]
Po skončení studii v roce 1997 zahájil práci v dokumentačím středisku Kongresu Poláků v České republice v Českém Těšíně. Angažoval se v získání kompenzací u slezských Poláků za nucené práce během II. světové války ze strany SRN (byl nominován českou vládou do Odvolací komise Česko-německého fondu a předsedou Fondu budoucnosti v Praze, za svoje aktivity byl Józef Szymeczek vyznamenán ocenění Pro Memoria Úřadem válečných veteránů).[zdroj?]
V roce 2001 byl zaměstnán v Oddělení křesťanské východy Katedry společenských věd Pedagogické fakulty Ostravské univerzity (od roku 2005 byl vedoucím tohoto oddělení). V roce 2003 se stal tajemníkem vědy a osvěty v Slezské církvi evangelické a. v..[zdroj?]
Společně s ředitelem těšínského vydavatelství Krzysztofem Szelongem zpracoval v 2004 ve dvou jazycích kolekci dějin Těšínského Slezska a pojmenoval ji Bibliotheca Tessinensis.[zdroj?]
Již dříve od brzkého mládí se aktivně účastnil společenského života českých Poláků. Od roku 1990 byl aktivním členem polského skautského oddílu v Česku. V letech 1993–2001 byl členem Předsednické rady Sdružení polských skautů v České republice (navrhl vlajku a samotnou identitu této organizace).[zdroj?] V době 1997–2005 byl předsedou Polského kulturně-osvětového svazu v České republice v Nýdku. V květnu 2002 byl zvolen předsedou Kongresu Poláků v České republice. Rovněž následujícím období byl opětovně potvrzen jako předseda této organizace. V dubnu 2012 byl opět zvolen na další 4leté období.
Účastnil se mnohých vědeckých konferencí. Je autorem mnoha článků či analýz, které byly zveřejněny ve vědeckých magazínech či knižních publikacích v Polsku, i Česku, Německu, Itálii, Rumunsku, Slovensku i USA.
Byl členem vládní Rady pro národnostní menšiny v letech 2002–2006. Rovněž se stal zastupitelem obce Nýdek (2002–2006).
Věnuje se historii, zvlášť dějinám protestantské církve v době nacismu a komunismu a rovněž tvorbou Vladimíra Vysockého.

## Kontroverze
Výklad historie Józefa Szymeczka a jeho postoj k současnosti, který je protičeskoslovenský a protičeský, byl předmětem kritiky v českojazyčných tiskovinách v české části Těšínska. Z polské strany je tato kritika vnímána jako jitření národnostní nesnášenlivosti.
1. září 2009 označil polský prezident Lech Kaczyński na shromáždění na Westerplatte polské obsazení východní části československého Těšínska za hřích a chybu, ke které se Polsko dokáže přiznat. Na toto vyjádření kriticky reagoval i Józef Szymeczek. Podle jeho názoru je nyní povinen se omluvit český prezident Václav Klaus a odpovědět Lechu Kaczyńskému, že Československem zahájená sedmidenní válka, v době, kdy podle názoru Józefa Szymeczka Polsko bránilo Evropu před bolševiky, byla neméně zlá a hříšná, než polský zábor v roce 1938.
V roce 2012 Józef Szymeczek ostře protestoval proti vztyčení pomníku generálu Josefu Šnejdárkovi na vrcholu hory Polední nad Bystřicí nad Olší, který byl vztyčen členy Československé obce legionářské, a označil Šnejdárka za „symbol pokoření polského národa“. Když byl nicméně v prosinci téhož roku neznámým vandalem pomník poničen, Józef Szymeczek přes svůj nesouhlas se vztyčením pomníku prohlásil jeho poničení za barbarství a srovnal jej s ničením polských nápisů vandaly v české části Těšínska.

## Z publikační činnosti
- Die kommunistische Kirchenpolitik in der Tschechoslowakei am Beispiel der Evangelischen Kirche A. B. in Schlesien ab 1945. In: Zwischen den Mühlsteinen Protestantische Kirchen in der Phase der Errichtung der kommunistischen Herrschaft im östlichen Europa. Erlangen: Martin-Luther-Verlag, 2002, s. 221-234.
- Poláci v České republice. Konflikt a integrace. Slezský sborník, 2003, roč. 101, s. 128-141.
- Church Policy of Czechoslovakia 1945–1989. Kosmas Czechoslovak and central European Journal, 2008, sv. 22, s. 72-86.
- Augsburski Kościół Ewangelicki w czechosłowackiej części Śląska Cieszyńskiego w latach 1945–1950. Książnica Cieszyńska, Cieszyn 2008.
- Znad Olzy nad Odrę. Studia zaolziańskie. Opole 2023.
- Nový svět a nový život. Spiritistické hnutí a Teosofická společnost na Těšínsku od poloviny 19. století do poloviny 20. století, Kraków – Český Těšín: Wydawnictwa AGH – Kongres Poláků v České republice 2024.[8]